# Oleh Puškar'ov
Oleh Dmytrovyč Puškar'ov (in ucraino Олег Дмитрович Пушкарьов?; Podil's'k, 11 giugno 2004) è un calciatore ucraino, attaccante del Kudrivka in prestito dallo Šachtar.

## Carriera

### Club
Cresciuto nei settori giovanili di Dnepr-2004 e Šachtar, l'8 luglio 2024 è stato ceduto in prestito da quest'ultimo club all'Inhulec', club della prima divisione ucraina, dove ha debuttato a livello professionistico il 4 agosto seguente nell'incontro di campionato perso 2-1 contro lo Zorja; ha segnato il suo primo gol poche settimane dopo nella partita di Coppa d'Ucraina persa ai rigori contro il Probij Horodenka. Ha concluso la stagione con 27 presenze e 2 reti in campionato.
Il 3 agosto 2025 è stato ceduto in prestito al Kudrivka, neopromosso in prima divisione.

### Nazionale
Ha giocato con le nazionali giovanili ucraine Under-16 ed Under-19.

## Statistiche

### Presenze e reti nei club
Statistiche aggiornate al 10 agosto 2025.
| Stagione        | Squadra         | Campionato      | Campionato | Campionato | Coppe nazionali | Coppe nazionali | Coppe nazionali | Coppe continentali | Coppe continentali | Coppe continentali | Altre coppe | Altre coppe | Altre coppe | Totale | Totale | Totale |
| Stagione        | Squadra         | Comp            | Pres       | Reti       | Comp            | Pres            | Reti            | Comp               | Pres               | Reti               | Comp        | Pres        | Reti        | Pres   | Reti   |        |
| --------------- | --------------- | --------------- | ---------- | ---------- | --------------- | --------------- | --------------- | ------------------ | ------------------ | ------------------ | ----------- | ----------- | ----------- | ------ | ------ | ------ |
| 2024-2025       | Inhulec'        | PL              | 27         | 2          | CU              | 1               | 1               | -                  | -                  | -                  | -           | -           | -           | 28     | 3      |        |
| Totale carriera | Totale carriera | Totale carriera | 27         | 2          |                 | 1               | 1               |                    | -                  | -                  |             | -           | -           | 28     | 3      |        |